# Arctic Monkeys
Arctic Monkeys je angleška indie rock skupina, ustanovljena leta 2002. 

## O skupini
Arctic Monkeys so britanska indie rock skupina, ki izvira iz High Greena, predmestja Sheffielda. Skupina je bila ustanovljena leta 2002. Uspeh so dosegli že s prvim albumom Whatever People Say I Am, That's What I'm Not; dosegli so prvo mesto na britanski lestvici singlov. Album je postal najhitreje prodajan album v zgodovini britanske glasbe, zato so prejeli tudi nagrado Mercury.
Arctic Monkeys so smatrajo kot del indie rock scene, med podobnimi guitar-bendi kot so The Libertines, The Futureheads in Franz Ferdinand. Prve uspehe so dosegli z demo posnetki, narejenimi za oboževalce in izdanimi na internetu. Veljajo za prvo skupino, ki je pritegnila pozornost nase preko interneta, kar je od takrat postal uveljavljen način promoviranja skupine. Skupina deluje pod neodvisno založbo Domino Records.

## Zasedba
- Alex Turner - kitara, vokal
- Jamie  Cook - kitara
- Nick O'Malley- bas, spremljevalni vokal
- Matt Helders - bobni, spremljevalni vokal

## Diskografija

#### Studio albumi
- Whatever People Say I Am, That's What I'm Not (23. januar 2006) Domino Records
- Favourite Worst Nightmare (23. april 2007) Domino Records
- Humbug (2009)
- Suck It and See (2011)
- AM (2013)
- Tranquility Base Hotel + Casino (14. maj 2018)

### EP- ji
- Five Minutes with Arctic Monkeys (30. maj 2005) Bang Bang Records
- Who the Fuck Are Arctic Monkeys (24. april 2006) Domino Records